# La Batallada
La Batallada: setmanari festiu de Broma: portaveu dels cors masculins i femenins de la ciutat, va ser un periòdic satíric que va sortir a Reus l'any 1924.
Aquesta publicació es declarava successora de La Pepeta, que havia sortit a Reus l'any anterior. A la seva presentació ho indicava: "Nosaltres únicament som els que succeïm a la nostra bona senyora Pepeta". Igual que la seva predecessora va ser una revista de bromes molt innocents, de caràcter més aviat festiu i pobre de contingut. Al primer número llegim: "No volem ofendre a ningú, no volem que ningú s'enfadi; però com que sempre n'hi ha de terbolosos, per si hi ha cas, ens hem assegurat a contractar un matón". El contingut no era compromès políticament i la publicació més aviat anava plena de xafarderies.
Tenia 4 pàgines, 32 cm., es venia a la Llibreria el Sol, al carrer de Llovera i s'imprimia a la Tipografia Sanjuan. Com a característica alguns números anaven impresos en paper de diferent color. Se'n coneixen 11 números, el primer de l'1 de març de 1924 i l'últim del 17 de maig d'aquell any. Sortia setmanalment. El director segons la mateixa publicació era Manuel Mesa, però l'historiador i estudiós de la premsa satírica reusenca Marc Ferran diu que va ser Rius Amorós. Els articles anaven sense signar i es fa difícil conèixer els noms dels col·laboradors. Els exemplars coneguts es troben a la Biblioteca Central Xavier Amorós de Reus.